# لورگاه
لورگاه (متشکل از دو کلمه: لور + گاه)، از اصطلاحات محلی رایج در میان اقوام فارس ساکن در نواحی مرکزی ایران در قرنهای گذشته بوده که معنای کمینگاه یا پناهگاه دزدان می‌داده‌است. در واقع دزدان در گذشته در لورگاه به انتظار قوافل و کاروانها نشسته و از این محل بدانان حمله ور می‌شده‌اند.
این اسم مکان گاهی به صورت لورگاهان نیز به کار برده شده‌است.

## شرح
دکتر محمدابراهیم باستانی پاریزی در نخستین و مشهورترین کتاب خویش، با عنوان پیغمبر دزدان، در نامه‌های شیخ محمد حسن زیدآبادی مشهور به پیغمبر دزدان بارها به کلمه لورگاه برخورد نموده و گاه به تشریح دقیق معنا و مفهوم آن پرداخته‌است. وی از جمله در فرازی از این کتاب شرحی پیرامون مفهوم لورگاه ارائه می‌کند، که به نوعی متضمن شیوهٔ یورش بردن دزدان به قوافل نیز هست.
لورگاه اصطلاح محلی است و پناهگاه و کمینگاه دزدان را گویند، که معمولاً در کُندر یا پوزهٔ کوه و آب بردگی رودخانه قرار داشته‌است. دزدان معمولاً در چنین پناهگاههایی سنگر می‌گرفتند و مدتها در انتظار ورود قافله می‌ماندند و هیچ عملی که دلیل بر وجود آنان باشد، انجام نمی‌دادند، حتی آتش هم نمی‌افروختند که موجب سوءظنی شود، یا اگر آتشی هم می‌افروختند، آتش آن‌ها بسیار کم نور بود. (به همین دلیل است که چراغ کم نور را به آتش دزدان مثال زده‌اند)
معمول چنین بود که از پشت لورگاه، یک تن راه را می‌پائید و کشیک می‌داد، همین که قافله در گودال یا کندر واقع می‌شد و راه فراری برای او نبود، از بالای گردنه و از لورگاه فرمان: «باباسگ!، کور شو!!» صادر می‌شد و در این وقت بود که مسافران و اهل قافله می‌بایست همه دسته جمعی خود را به روی زمین بیاندازند، به‌طوری‌که صورت آنان روی خاک باشد، تا دزدان را نبینند. بااینکه معمولاً دهان دزدان بسته بود تا شناخته نشوند، معذالک از همان اول، این احتیاط را می‌کردند.
پس از بر زمین انداختن مسافرین، چند تن از دزدان با شتاب خود را به آنان رسانده، ابتدا شانه‌های مسافرین را (و گاهی چشم و دهان آن‌ها را هم) با طناب محکم می‌بستند، و سپس بارها را یکی یکی وارسی می‌کردند و سبک وزن‌های سنگین قیمت را جدا می‌نمودند و در توبره‌ها و آخورها می‌گذاشتند و بعد از این که چند الاغ راهوار را بار می‌کردند، به کوه می‌زدند.

بعد از رفتن دزدها، شانهٔ مسافران همچنان بسته می‌ماند تا راهگذاری، بعد از مدتی می‌رسید و آنان را که گرسنه و تشنه هم بودند، نجات می‌داد. معمولاً این کار هنگامی انجام می‌گرفت که دزدان چند منزل راه صعب را در کوهستان پیموده و از محوطهٔ خطر، دور می‌شدند.

## نمونه‌ای از کاربرد
همانطورکه اشاره شد، از اصطلاح لورگاه بارها در آثار پیغمبر دزدان استفاده شده‌است. نمونه‌هایی از این کاربرد به نظم:
بسی اندر لورگاهان بماندیم
به جز دزدی دگر درسی نخواندیم
نمونه‌ای دیگر، در نثر:
دیشب صد نفر سوار بهارلو، امین آباد را که یک میل تا سعیدآباد است، چاپیده و امشب هم در لورگاه خوابیده‌اند.

## منبع
- دکتر محمدابراهیم باستانی پاریزی (۱۳۸۲)، پیغمبر دزدان، تهران: نشر علم، شابک ۹۶۴-۴۰۵-۱۱۵-۷